# Cornelis van Nerven

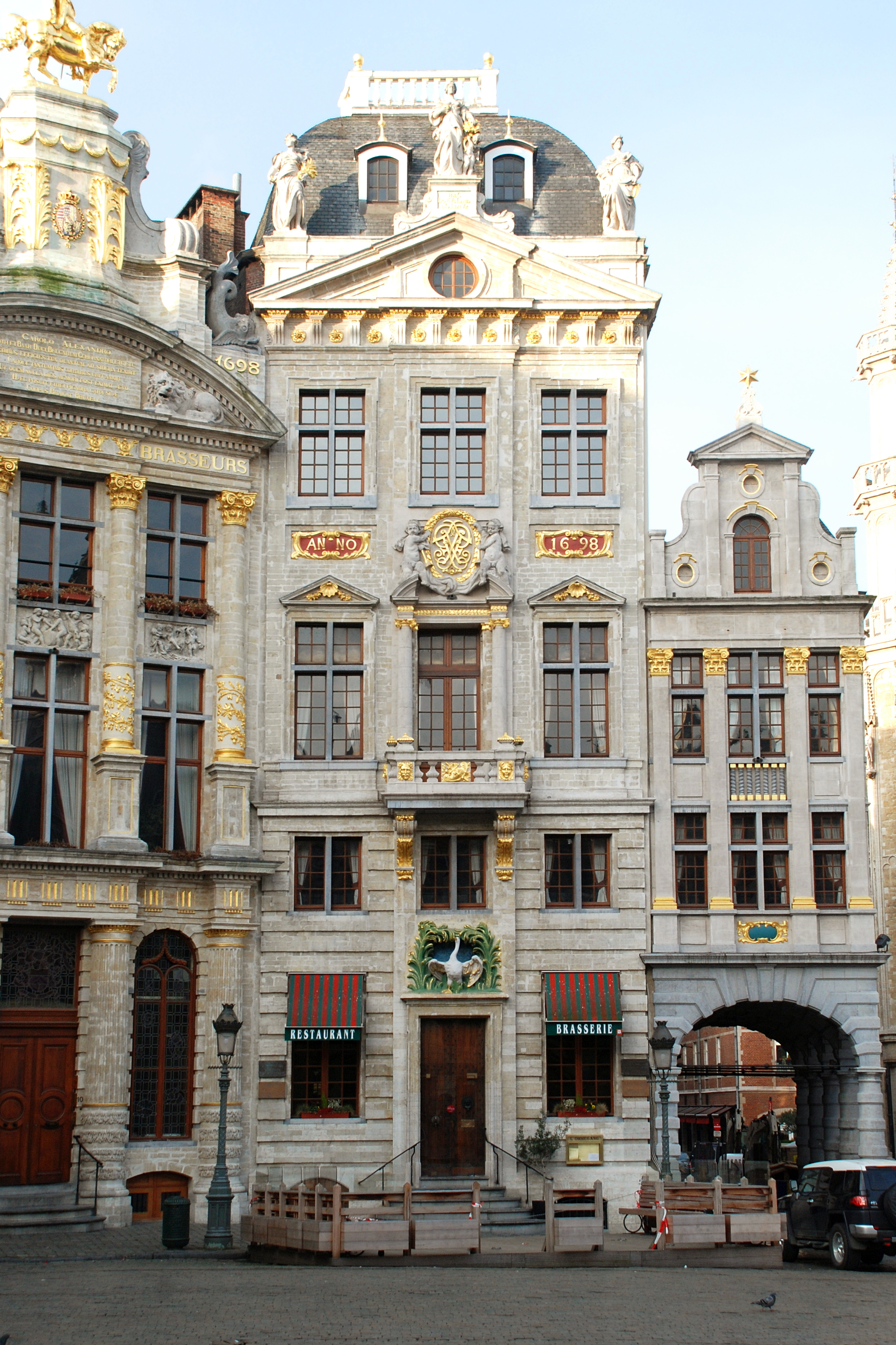
Huis De Zwaan

Cornelis van Nerven (Brussel, ca. 1660 - aldaar, 29 december 1715) was een Brabants beeldhouwer en architect. Zijn vader was actief geweest in Rotterdam alvorens zich in de Zennestad te vestigen. Cornelis ging in de leer bij Jan van Delen en werd meester in de Vier Gekroonden het jaar na het verwoestende bombardement van 1695. Hij werd ingeschakeld bij de heropbouw en ontwierp onder meer een pand op de Grote Markt en het nieuwe gebouw voor de Staten van Brabant (drie vleugels die tegen het stadhuis zijn aangebouwd, op de plaats van de verwoeste Lakenhal uit 1353 die gesloopt werd). Zijn vrij sobere stijl contrasteert enigszins met de uitbundige laatbarok die elders op het plein gebruikt werd. Van zijn eigen woning maakte hij een kunstenaarshuis met beeldhouwwerk, schilderijen, meubilair en luxevoorwerpen. Van Nerven kreeg ook religieuze commissies en opdrachten van graaf Jan Filips Eugeen van Merode.

## Realisaties
- Uitbreiding van het stadhuis van Brussel ten behoeve van de Raad van Brabant (1706-1717)
- Klein Vleeshuis op het toenmalige Beierenplein (1702, afgebroken in 1955)
- Huis De Swaene van financier Pierre Fariseau op de Grote Markt (Brussel) (1698)
- Kramershuis In den Vos op de Grote Markt. Zijn exacte aandeel valt niet meer te achterhalen. De rekeningen vermelden hem naast collega's Jan van Delen en Marc de Vos (en steenhouwer P. Simon).
- Huis Den Vijghenboom aan de Heuvelstraat 9-11 (1701)
- Kapel bij de Brusselse predikherenkerk en siernis met standbeeld van Jakobus de Meerdere
- Hoofdaltaar van de Sint-Niklaaskerk (Brussel)
- Praalgraf van aartsbisschop de Humbertus Guilielmus de Precipiano in de Mechelse Sint-Romboutskathedraal
- Fish Gate in Kinross House, Schotland (1686, met Paul Boyse)

|  |  |

## Familie
Zijn ouders waren Michiel van Nerven (1635-1670) en Maria Marchant (1640-1670). Hij huwde met Barbara Catharina van Campenhout op gevorderde leeftijd (Brussel, 3 juni 1712). Enkele jaren later overleed hij.